# Kannúr
Kannúr (malajálam nyelven: കണ്ണൂര്‍ átírva Kaṇṇūr, angolul: Kannur) korábban Kannanúr (Cannanore) város India délnyugati részén, Kerala államban a Malabár-parton. Lakossága 64 ezer fő volt 2001-ben az agglomerációs térséggel együtt 1,6 millió fő 2011-ben.
Közigazgatási központ.
A 12-15. században fontos kikötő volt a tengerentúli kereskedelemben. Itt volt Kerala egyetlen muszlim királyi dinasztiájának, a hatalmas Ali Rádzsáknak a fővárosa. A portugálok építették a háromszögletű Szt. Angelo-erődöt 1505-ben, a várostól 5 km-re délre.

## Fordítás
- Ez a szócikk részben vagy egészben  a   Kannur című angol Wikipédia-szócikk fordításán alapul.  Az eredeti cikk szerkesztőit annak laptörténete sorolja fel. Ez a jelzés csupán a megfogalmazás eredetét és a szerzői jogokat jelzi, nem szolgál a cikkben szereplő információk forrásmegjelöléseként.
- Ez a szócikk részben vagy egészben  a   Kannur című német Wikipédia-szócikk fordításán alapul.  Az eredeti cikk szerkesztőit annak laptörténete sorolja fel. Ez a jelzés csupán a megfogalmazás eredetét és a szerzői jogokat jelzi, nem szolgál a cikkben szereplő információk forrásmegjelöléseként.